# Hong Kong Tennis Open 2017
Hong Kong Tennis Open 2017 (також відомий під назвою Prudential Hong Kong Tennis Open за назвою спонсора) — професійний тенісний турнір, що проходив на кортах з твердим покриттям. Належав до Туру WTA 2017. Це був 8-й за ліком турнір. Відбувся в Victoria Park у Гонконгу. Тривав з 9 до 15 жовтня.

## Очки і призові

### Нарахування очок
| Дисципліна       | П   | Ф   | ПФ  | ЧФ | 1/8 | 1/16 | Q   | Q2  | Q1  |
| Одиночний розряд | 280 | 180 | 110 | 60 | 30  | 1    | 18  | 12  | 1   |
| Парний розряд    | 280 | 180 | 110 | 60 | 1   | Н/Д  | Н/Д | Н/Д | Н/Д |

### Призові гроші
| Дисципліна       | П       | Ф       | ПФ      | ЧФ     | 1/8    | 1/161  | Q2     | Q1   |
| Одиночний розряд | $43,000 | $21,400 | $11,500 | $6,175 | $3,400 | $2,100 | $1,020 | $600 |
| Парний розряд *  | $12,300 | $6,400  | $3,435  | $1,820 | $960   | Н/Д    | Н/Д    | Н/Д  |

1 Кваліфаєри отримують і призові гроші 1/16 фіналу

* на пару

## Учасниці основної сітки в одиночному розряді

### Сіяні пари
| Країна    | Гравчиня               | Рейтинг1 | Сіяна |
| --------- | ---------------------- | -------- | ----- |
| Україна   | Еліна Світоліна        | 3        | 1     |
| США       | Вінус Вільямс          | 5        | 2     |
| Данія     | Каролін Возняцкі       | 6        | 3     |
| Польща    | Агнешка Радванська     | 11       | 4     |
| Росія     | Олена Весніна          | 20       | 5     |
| Росія     | Анастасія Павлюченкова | 21       | 6     |
| Австралія | Дарія Гаврилова        | 22       | 7     |
| КНР       | Ч Шуай                 | 26       | 8     |

- 1 Рейтинг подано станом на 2 жовтня 2017

### Інші учасниці
Нижче наведено учасниць, які отримали вайлдкард на участь в основній сітці:
- Lee Ya-hsuan
- Еліна Світоліна
- Олена Весніна
- Чжан Лін

Такі учасниці отримали право на участь в основній сітці завдяки захищеному рейтингові:
- Еґуті Міса

Нижче наведено гравчинь, які пробились в основну сітку через стадію кваліфікації:
- Аояма Сюко
- Жаклін Како
- Валентіні Грамматікопулу
- Алекса Гуарачі
- Прісцілла Хон
- Мію Като

### Відмовились від участі
До початку турніру
- Кетрін Белліс →її замінила  Чжан Кайчжень
- Джоанна Конта →її замінила  Заріна Діяс
- Александра Крунич →її замінила  Луксіка Кумхун
- Крістіна Младенович →її замінила  Одзакі Ріса
- Крістина Плішкова →її замінила  Ніколь Гіббс
- Слоун Стівенс →її замінила  Еґуті Міса
- Гезер Вотсон →її замінила  Лізетт Кабрера
- Чжен Сайсай →її замінила  Курумі Нара

Під час турніру
- Еліна Світоліна
- Каролін Возняцкі

## Учасниці основної сітки в парному розряді

### Сіяні пари
| Країна            | Гравчиня       | Країна            | Гравчиня        | Рейтинг1 | Сіяна |
| ----------------- | -------------- | ----------------- | --------------- | -------- | ----- |
| Китайський Тайбей | Чжань Хаоцін   | Китайський Тайбей | Чжань Юнжань    | 16       | 1     |
| Японія            | Аояма Сюко     | КНР               | Ян Чжаосюань    | 61       | 2     |
| Японія            | Ніномія Макото | Чехія             | Рената Ворачова | 73       | 3     |
| Японія            | Ері Нодзумі    | Японія            | Мію Като        | 82       | 4     |

1 Рейтинг подано станом на 2 жовтня 2017

### Інші учасниці
Нижче наведено пари, які отримали вайлдкард на участь в основній сітці:
- Кетрін Іп /  Чжан Лін
- Ng Kwan-yau /  Wu Ho-ching

## Переможниці та фіналістки

### Одиночний розряд
- Анастасія Павлюченкова —  Дарія Гаврилова, 5–7, 6–3, 7–6(7–3)

### Парний розряд
- Чжань Хаоцін /  Чжань Юнжань —  Лу Цзяцзін /  Ван Цян, 6–1, 6–1